# Maima
Maima (russisch Майма) ist ein großes Dorf im Norden der autonomen Republik Altai (südwestliches Sibirien, Russland) mit 16.174 Einwohnern (Stand 14. Oktober 2010) und einer bebauten Fläche von knapp 10 km² (Stand 2009).

## Geografie
Der Ort liegt am Nordrand des Altaigebirges, direkt am rechten Ufer des Ob-Quellflusses Katun, der hier schon zu mäandrieren beginnt. Er ist umgeben von noch gut 600 Meter hohen Bergen, die nach Norden langsam in Hügelland übergehen. Hier mündet das gleichnamige Flüsschen Maima, von Gorno-Altaisk kommend, rechts in den Katun.
Maima hat eine Ausdehnung von knapp 10 km² und stellt heute praktisch einen Vorort der Republikhauptstadt Gorno-Altaisk dar, in die es im Südosten nahtlos übergeht. Die Entfernung zwischen den Ortszentren beträgt knapp zehn Kilometer.
Der Ort ist administratives Zentrum des gleichnamigen Rajons (altaisch Aimak) Maima und bildet die Ländliche Siedlung Maima (Майминское сельское поселение), zu den neben Maima noch die Dörfer Dubrowka, Karluschka, Podgornoje und Rybalka gehören. Der Rajon Maima umschließt die Stadt Gorno-Altaisk zur Gänze.
Die wichtigste Verkehrsverbindung ist die Fernstraße M52, die am Ostrand Maimas am Rand der Vorberge verläuft. Dieser Tschujatrakt verbindet Sibirien mit dem Hochgebirgsteil des Altai und der westlichen Mongolei und die Hauptzufahrt für Bergsteiger, Trecking- und Canyoning-Sportler. Nahe dem Ort befindet sich ein für lokale Verbindungen genutzter Flughafen. Eine Eisenbahnverbindung zum 100 km entfernten Bijsk ist in Planung.

## Geschichte
Maima wurde 1810 oder 1811 von russischen Umsiedlern gegründet und nach dem Flüsschen benannt, dessen Name auf den Namen des historischen altaischen Familienverbandes der „Maimanen“ zurückgeführt wird. 1830 kam der russisch-orthodoxe Missionar Makari Glucharew erstmals nach Maima und gründete dort 1834 eine Missionarsstation zur Arbeit unter den schamanistischen und buddhistischen Altaiern. Zu dieser Zeit gab es im Ort mehr als zehn russische Bauernhäuser und Läden der russischen Händler Schebalin und Schurawljow.
1924 wurde der Rajon bzw. Aimak Maima gegründet, dessen Verwaltungszentrum sich im benachbarten Dorf Ulala befand, der heutigen Stadt Gorno-Altaisk. 1938 wurde letztere (in dieser Zeit unter dem Namen Oirot-Tura) aus dem Rajon ausgegliedert, und die Verwaltung ging auf das Dorf Maima über.

### Bevölkerungsentwicklung
| Jahr | Einwohner |
| ---- | --------- |
| 1959 | 4.598     |
| 1970 | 7.573     |
| 1979 | 9.508     |
| 1989 | 12.856    |
| 2002 | 15.344    |
| 2010 | 16.174    |

Anmerkung: Volkszählungsdaten

## Kultur und Sehenswürdigkeiten
In Maima gibt es ein geologisches Museum Kamni Altaja („Steine des Altai“), in dem Mineralien, Fossilien und bearbeitete Schmucksteine aus dem Altai ausgestellt sind.

## Wirtschaft und Infrastruktur
In Maima sind kleinere Betriebe der Forst-, Land- und Bauwirtschaft und zur Versorgung des Straßenverkehrs angesiedelt. Hier haben geologische und geophysikalische Firmen ihre Basislager.
Maima liegt an der Fernstraße M52, die von Nowosibirsk durch die Region Altai und die Republik Altai – hier Tschujatrakt genannt – zur mongolischen Grenze bei Taschanta verläuft, von der hier die Straße ins nahe Gorno-Altaisk und weiter in den Ostteil der Republik am Oberlauf der Bija und dem Telezker See abzweigt. Die Verlängerung der Eisenbahnstrecke Nowoaltaisk–Bijsk um gut 100 Kilometer bis Gorno-Altaisk, die auch Maima berühren würde, ist im Gespräch.
Einige Kilometer südwestlich des Ortes liegt zwischen M52 und Katun der Regionalflughafen von Gorno-Altaisk (ICAO-Code UNBG).